# Campeonato regional de fútbol de Santo Antão Norte 2014-15
El campeonato regional de Santo Antão Norte 2014-15 es el campeonato que se juega en los municipios de Paul y Ribeira Grande de isla de Santo Antão. Empezó el 13 de diciembre de 2014 y terminó el 5 de abril de 2015. El torneo lo organiza la federación de fútbol de Santo Antão Norte. El Paulense es el equipo defensor del título.
El torneo lo disputan 6 equipos en un total de 10 jornadas disputada a ida y vuelta. El campeón jugará el campeonato caboverdiano de fútbol 2015, y el que finalice en la última posición desciende a la segunda división. Los partidos se disputan en el estadio João Serra.
El Paulense DC quedó campeón a falta 3 jornadas, habiendo ganado todos sus partidos hasta la fecha. El histórico Rosariense desciende a segunda división con tan sola una victoria lograda. De segunda división retorna un año después el Beira-Mar al quedar campeón en la última jornada.

## Equipos participantes
- Foguetões
- UD Janela
- Rosariense
- Paulense
- Sinagoga FC
- Solpontense FC

## Tabla de posiciones
Actualizado a 5 de abril de 2015
|   | Equipo         | PJ | PG | PE | PP | GF | GC | DG  | PTS |
| - | -------------- | -- | -- | -- | -- | -- | -- | --- | --- |
| 1 | Paulense (C)   | 10 | 9  | 0  | 1  | 24 | 4  | +20 | 27  |
| 2 | Sinagoga FC    | 10 | 5  | 2  | 3  | 15 | 12 | +3  | 17  |
| 3 | Solpontense FC | 10 | 3  | 4  | 3  | 9  | 10 | -1  | 13  |
| 4 | UD Janela      | 10 | 3  | 2  | 5  | 10 | 24 | -14 | 11  |
| 5 | Foguetões      | 10 | 2  | 4  | 4  | 5  | 7  | -2  | 10  |
| 6 | Rosariense (D) | 10 | 1  | 2  | 7  | 10 | 16 | -6  | 5   |

|  | Clasificado para el campeonato caboverdiano de fútbol 2015. |
|  | Descendido a segunda división de Santo Antão Norte.         |

(C) Campeón
(D) Descendido

## Resultados
| Foguetões | 0 - 1 | Paulense    | 13 de diciembre |
| Janela    | 3 - 2 | Rosariense  | 13 de diciembre |
| Sinagoga  | 1 - 0 | Solpontense | 14 de diciembre |

| Solpontense | 2 - 1 | Rosariense | 20 de diciembre |
| Paulense    | 2 - 0 | Sinagoga   | 20 de diciembre |
| Janela      | 0 - 0 | Foguetões  | 21 de diciembre |

| Janela     | 0 - 2 | Sinagoga    | 27 de diciembre |
| Rosariense | 0 - 0 | Foguetões   | 27 de diciembre |
| Paulense   | 2 - 0 | Solpontense | 28 de diciembre |

| Sinagoga    | 1 - 2 | Foguetões | 24 de enero |
| Solpontense | 2 - 1 | Janela    | 24 de enero |
| Rosariense  | 1 - 2 | Paulense  | 25 de enero |

| Paulense  | 8 - 0 | Janela      | 31 de enero  |
| Foguetões | 1 - 1 | Solpontense | 31 de enero  |
| Sinagoga  | 2 - 1 | Rosariense  | 1 de febrero |

| Solpontense | 1 - 1 | Sinagoga  | 14 de febrero |
| Paulense    | 2 - 0 | Foguetões | 14 de febrero |
| Rosariense  | 0 - 1 | Janela    | 15 de febrero |

| Foguetões  | 0 - 1 | Janela      |            | 28 de febrero |
| Rosariense | 0 - 0 | Solpontense |            | 28 de febrero |
| Sinagoga   | 0 - 2 | Paulense    | João Serra | 1 de marzo    |

| Solpontense | 0 - 1 | Paulense   | 21 de marzo |
| Sinagoga    | 5 - 2 | Janela     | 21 de marzo |
| Foguetões   | 2 - 0 | Rosariense | 22 de marzo |

| Paulense  | 1 - 3 | Rosariense  | 28 de marzo |
| Foguetões | 0 - 0 | Sinagoga    | 28 de marzo |
| Janela    | 2 - 2 | Solpontense | 29 de marzo |

| Rosariense  | 2 - 3 | Sinagoga  | 4 de abril |
| Janela      | 0 - 3 | Paulense  | 4 de abril |
| Solpontense | 1 - 0 | Foguetões | 5 de abril |

### Evolución de las posiciones
| Equipo / Jornada | 01 | 02 | 03 | 04 | 05 | 06 | 07 | 08 | 09 | 10 |
| ---------------- | -- | -- | -- | -- | -- | -- | -- | -- | -- | -- |
| Foguetões        | 6  | 5  | 5  | 4  | 4  | 5  | 5  | 4  | 4  | 5  |
| UD Janela        | 1  | 2  | 3  | 5  | 5  | 4  | 3  | 3  | 3  | 4  |
| Rosariense       | 4  | 6  | 6  | 6  | 6  | 6  | 6  | 6  | 6  | 6  |
| Paulense         | 2  | 1  | 1  | 1  | 1  | 1  | 1  | 1  | 1  | 1  |
| Sinagoga FC      | 3  | 4  | 2  | 2  | 2  | 2  | 2  | 2  | 2  | 2  |
| Solpontense FC   | 5  | 3  | 4  | 3  | 3  | 3  | 4  | 5  | 5  | 3  |

| Campeón Paulense 6.o título |

## Estadísticas
- Mayor goleada: Paulense 8 - 0 Janela (31 de enero)
- Partido con más goles: Paulense 8 - 0 Janela (31 de enero)
- Mejor racha ganadora: Paulense; 8 jornadas (jornada 1 a 8)
- Mejor racha invicta: Paulense; 8 jornadas (jornada 1 a 8)
- Mejor racha marcando: Paulense; 10 jornadas (jornada 1 a 10)
- Mejores racha imbatida: Paulense; 4 jornadas (jornada 5 a 8)